# Casa-Museu Alberto Sols
La Casa-Museu d'Alberto Sols, inaugurada en 1997, se situa en una construcció del segle xix situada al Carrer Major de Saix (Alt Vinalopó, País Valencià).
Alberto Sols, va ser un metge i investigador local, guardonat amb nombroses distincions, entre les quals destaca el premi Príncep d'Astúries d'Investigació Científica.
L'edifici és un exemple de l'arquitectura d'aquest segle. Al seu interior, la casa es conserva tal qual estava quan vivia Sols, amb objectes personals i mobiliari de l'època. Així mateix, s'exposen al públic els nombrosos efectes personals que la família de Sols va donar al poble de Saix, així com la seua biblioteca i part dels seus estudis.